# Ceratina sauteri
Ceratina sauteri är en biart som beskrevs av Embrik Strand 1913. Ceratina sauteri ingår i släktet märgbin, och familjen långtungebin. Inga underarter finns listade i Catalogue of Life.